# Amblyseiulella amanoi
Amblyseiulella amanoi är en spindeldjursart som beskrevs av Ehara 1994. Amblyseiulella amanoi ingår i släktet Amblyseiulella och familjen Phytoseiidae. Inga underarter finns listade i Catalogue of Life.